# Лізавиці
Лізавиці (пол. Lizawice) — село в Польщі, у гміні Олава Олавського повіту Нижньосілезького воєводства.
Населення — 159 осіб (2011).
У 1975-1998 роках село належало до Вроцлавського воєводства.

## Демографія
Демографічна структура станом на 31 березня 2011 року:
|          | Загалом | Допрацездатний вік | Працездатний вік | Постпрацездатний вік |
| -------- | ------- | ------------------ | ---------------- | -------------------- |
| Чоловіки | 68      | 11                 | 52               | 5                    |
| Жінки    | 91      | 21                 | 50               | 20                   |
| Разом    | 159     | 32                 | 102              | 25                   |